# Fred A. Busse
Pour les articles homonymes, voir Busse.
Fred A. Busse (né le 3 mars 1866 à Chicago et mort le 9 juillet 1914 dans cette même ville) était un homme politique américain, membre du Parti républicain. Il fut trésorier de l'Illinois de 1903 à 1905 et maire de Chicago de 1907 à 1911. Il est le premier maire à exercer un mandat de quatre ans et le deuxième maire né à Chicago. Il est à l'initiative du Plan de Chicago de 1909 (aussi appelé « Plan Burnham »), le plus vaste projet de restructuration des voiries, de construction de parcs et d'embellissement de l'histoire urbaine de la ville de Chicago.

## Biographie
Busse est devenu un chef républicain local reconnu, élu pour la première fois à la Chambre des représentants de l'Illinois en 1894 et de nouveau en 1896. En 1898, Busse a été élu au Sénat de l'État de l'Illinois. Il a ensuite été trésorier de l'État de l'Illinois à partir de 1902. En 1905, le président Theodore Roosevelt l'a nommé maître de poste de Chicago où il tient un relais de poste aux chevaux, fournissant, moyennant certains avantages, des relais aux voitures de l'administration des postes. Il a remporté l'élection de 1907 à l'hôtel de ville de Chicago contre le titulaire démocrate Edward Dunne. En affaires, Busse avait été secrétaire et trésorier de la Northwestern Coal Company jusqu'en 1905,.
En 1908, il épouse Joséphine Lee. Ils n'ont pas d'enfants.

## Carrière politique

### Maire de Chicago (1907-1911)
Busse a été élu maire de Chicago lors de l'élection à la mairie en 1907. Il a prêté serment en tant que maire le 15 avril 1907.
Le mandat de maire de Busse est connu pour sa corruption et la présence du crime organisé dans la ville. Busse avait des relations et était un allié politique avec un certain nombre de personnalités du crime organisé. L'inaction de Busse face à l'inquiétude populaire croissante a conduit à la formation de plusieurs organisations opposées au crime et désireuses de nettoyer le gouvernement de la ville. L'image de Busse a été utilisée par au moins un propriétaire de maison close pour promouvoir son entreprise.
Alors que la réforme, à la fois politique et morale, commençait à apparaître à Chicago, Busse a noté : "Ils n'ont pas besoin que quelqu'un me cherche. Ils peuvent toujours me trouver n'importe quel soir au saloon de J.C. Murphy, Clark Street et North Avenue". En 1907, la pression était suffisamment forte pour que Busse soit contraint de nommer une commission, bien que la commission n'ait pas publié de rapport tant que Busse n'était pas au pouvoir.

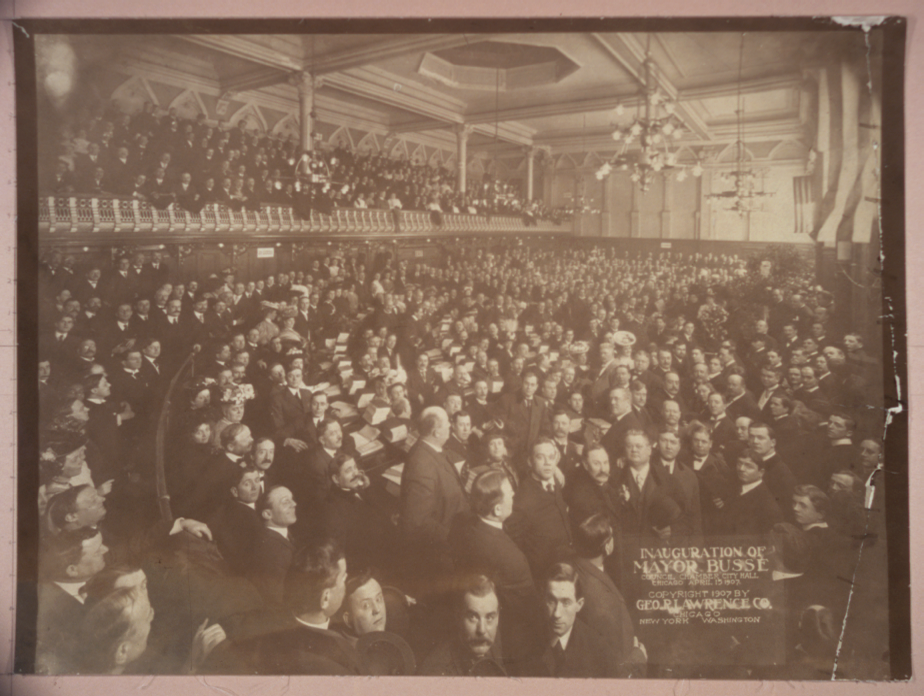
Célébration à l'hôtel de ville de Chicago du premier jour de Busse en tant que maire (avril 1907).

Busse a finalement perdu sa candidature à la réélection en 1911 au profit du démocrate Carter Harrison Jr., et a été remplacé par Harrison le 17 avril 1911.

### Plan Burnham
En tant que maire, Busse était un fervent partisan du Plan Burnham de 1909. D'abord appelé « Plan de Chicago de 1909 », le plan Burnham a été un vaste projet de renouvellement urbain de la ville de Chicago initié par la municipalité et dirigé par les architectes, paysagistes et urbanistes Daniel Burnham et Edward H. Bennett.
Le conseil municipal de Chicago et Busse ont créé la Chicago Plan Commission, une commission du plan de Chicago composée de 328 membres et spécifiquement créée pour la réalisation du plan. La commission a rapidement planifié la construction du pont de Michigan Avenue et le développement de Pine Street, aujourd'hui North Michigan Avenue. L'actuel hôtel de ville de Chicago, très apprécié pour son efficacité à l'époque, a été construit sous son administration. De nombreux boulevards et avenues de la ville sont élargis, de vastes parcs municipaux sont créés à travers la ville, en particulier en bordure du lac Michigan et de nombreux bâtiments modernes sortent de terre.

## Fin de vie
Il est décédé à Chicago le 9 juillet 1914 d'une valvulopathie cardiaque à 48 ans. Il a été enterré au cimetière de Graceland à Chicago. Busse Woods, une réserve forestière du comté de Cook (Illinois), porte son nom.

## Sources
- Death Closes Varied Career of Fred Busse, Chicago Daily Tribune, July 10, 1914, p. 5.
- Grossman, James R., Ann Durkin Keating and Janice L. Reiff, editors. Encyclopedia of Chicago. University of Chicago Press, 2004.
- Roosevelt Glad for Busse, Chicago Daily Tribune, April 3, 1907, p. 5.